# Місія ООН у Грузії

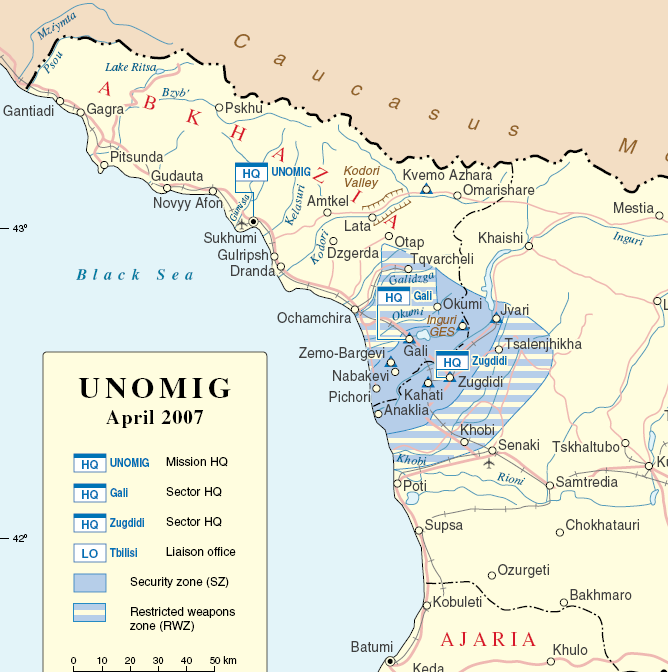
Карта миротворчої операції

Місія ООН по спостереженню в Грузії (МООННГ) (1993—2009) була заснована 24 серпня 1993 року резолюцією 858 (1993) Ради Безпеки ООН в ході збройного конфлікту в Абхазії для перевірки виконання угоди про припинення вогню від 27 липня 1993 року, укладеного між урядом Грузії і фактичною владою Абхазії, з приділенням особливої уваги положенню в місті Сухумі, а також для розслідування повідомлень про порушення припинення вогню і здійснення зусиль з врегулювання подібних інцидентів із залученими сторонами. Санкціонована чисельність Місії становила 88 військових спостерігачів.

## Учасники
Албанія, Австрія, Бангладеш, Хорватія, Чехія, Данія, Єгипет, Франція, Німеччина, Гана, Греція, Угорщина, Індія, Індонезія, Ізраїль, Йорданія, Литва, Молдова, Монголія, Непал, Нігерія, Пакистан, Філіппіни, Польща, Республіка Корея, Румунія, РФ, Швеція, Швейцарія, Туреччина, Україна, Велика Британія, США, Уругвай та Ємен.

### Поліцейські сили
Чехія, Німеччина, Гана, Угорщина, Індія, Ізраїль, Філіппіни, Польща, Російська Федерація, Швеція, Швейцарія та Україна.

## Втрати
- 6 військовослужбовців
- 2 військових спостерігачів
- 2 міжнародні цивільні особи
- 2 місцеві цивільні особи